# Calophyllum verticillatum
Calophyllum verticillatum är en tvåhjärtbladig växtart som beskrevs av P.F. Stevens. Calophyllum verticillatum ingår i släktet Calophyllum och familjen Calophyllaceae. Inga underarter finns listade i Catalogue of Life.